# Ivanovca, Basarabeasca
Ivanovca este un sat în cadrul comunei Iserlia, raionul Basarabeasca, Republica Moldova.
Structură etnică
     moldoveni (52,94%)
     ucraineni (30,48%)
     ruși (6,95%)
     găgăuzi (3,21%)
     bulgari (6,42%)
     români (0%)
     evrei (0%)
     polonezi (0%)
     țigani (0%)
     alte etnii / nedeclarată (0%)
Conform datelor recensământului din 2004, populația localității este de 187 locuitori, dintre care 98 (52,41%) bărbați și 89 (47,59%) femei. Structura etnică a populației în cadrul localității arată astfel:
- moldoveni — 99;
- ucraineni — 57;
- ruși — 13;
- găgăuzi — 6;
- bulgari — 12;
- altele / nedeclarată — 0.